# ガンガンヴァーサス
ガンガンヴァーサスは、エニックス(現スクウェア・エニックス）から2000年3月から2002年8月にかけて発売されたトレーディングカードゲーム。
同社出版の漫画雑誌『月刊少年ガンガン』『月刊ガンガンWING』『月刊Gファンタジー』のキャラクターや場面が登場する。
2002年12月には続編となるガンガンヴァーサスNEOが発売された。ゲームシステムを整理しシンプルにまとめたもので、旧ガンガンヴァーサスとの互換性はない。NEOは2005年2月まで新規ブースターが追加され続けた。

## レアリティ
カードにはレアリティがついており、入手困難なものからR(キラレア), R(レア), UC(アンコモン), C(コモン)の4つの種類がある。
全国大会または『月刊少年ガンガン』の付録のカードには、SP(スペシャル)のレアリティがつけられた。

## 必勝法
旧ガンガンヴァーサスでは、スカラベ(漫画DQM+のキャラクター)を用いることにより、高エネルギーのキャラを短いターンで配置することができる。

## 参戦作品

### 月刊少年ガンガン（一部ガンガンパワード含む）
- ARTIFACT;RED
- 悪魔事典
- アストロベリー
- ヴァルキリープロファイル
- 清村くんと杉小路くんと
- 護衛神エイト
- ガンビ〜
- GET!
- GOGO!ぷりん帝国
- 666〜サタン〜
- 里見☆八犬伝
- ジャングルはいつもハレのちグゥ
- 朱玄白龍るびくら
- 新撰組異聞PEACE MAKER
- スサノオ
- スターオーシャン セカンドストーリー
- スターオーシャン ブルースフィア
- スパイラル 〜推理の絆〜
- タケピロのハッスル列島
- CHŌKOビースト!!
- 東京アンダーグラウンド
- 東京ロビンの見てるだけ
- ドームチルドレン
- 突撃!パッパラ隊
- ドラゴンクエスト エデンの戦士たち
- ドラゴンクエスト 幻の大地
- ドラゴンクエストモンスターズ+
- ドラゴンクエスト列伝 ロトの紋章
- ながされて藍蘭島
- 南国少年パプワくん
- 忍ペンまん丸
- ハーメルンのバイオリン弾き
- High球!いんぷれっしょん
- 鋼の錬金術師
- 爆裂機甲天使クロスレンジャー
- ハルマゲどん
- PAPUWA
- パンツァークライン
- B壱
- ヒーリング・プラネット
- PHANTOM DEAD OR ALIVE
- フラッシュ!奇面組
- プラネットガーディアン
- PON!とキマイラ
- マジック・マスター
- マテリアル・パズル
- 魔探偵ロキ
- 魔法陣グルグル
- まもって守護月天!
- モンスターファーム〜円盤石の秘密〜
- 円盤皇女ワるきゅーレ
- 妖幻の血
- LUNO
- 私の救世主さま
- ワルサースルー

### 月刊ガンガンWING
- ヴァルキリープロファイル 〜THE DARK ALCHMIST〜
- 悪魔狩り〜冠翼の聖天使篇〜
- ヴァンパイア セイヴァー 〜魂の迷い子〜
- 英雄ノススメ
- 機工魔術士-enchanter-
- 陽炎ノスタルジア
- クロスボーン探偵団
- 御意見無用っ!!
- スパイラル・アライヴ
- ショーウィンドウのエミリー
- 常習盗賊改め方 ひなぎく見参!
- ジンキ
- 蒼太のみち
- dear
- 天正やおよろず
- ストレート!
- 天馬の風
- 東京魔人學園外法帖
- 東京魔人學園剣風帖
- トリッキーズ
- ナイトウォーカー!
- ナイトメア☆チルドレン
- 中村工房
- ハイパーレストラン
- パンゲア
- 姫様忍法帳 天下☆無双
- プチプチ
- 平成バンパイアの逆襲
- ヘルハウンド
- まいんどりーむ
- まほらば
- 迷想区閾
- 夢見が丘
- ライフエラーズ
- ワールドエンド・フェアリーテイル
- わたしの狼さん。
- ワンダフルワールド

### 月刊Gファンタジー
- 赤点勇者くんR
- 阿佐ヶ谷Zippy
- Apocripha/0
- E.T.O.
- In the Trash
- 宇宙賃貸サルガッ荘
- E'S
- 神さまのつくりかた。
- 君とロボット
- クレセントノイズ
- 幻想魔伝最遊記
- 今月のネコラス
- サイレントメビウステイルズ
- 最遊記
- 最遊記外伝
- サリシオン
- SHERWOOD
- すずきさんのガンガンヴァーサスふんとうき
- 聖戦記エルナサーガ
- 聖戦記エルナサーガII
- 閃光華るびくら
- tactics
- てんしのはねとアクマのシッポ
- 天のおとしもの
- 超獣伝説ゲシュタルト
- 東京鬼攻兵団TOGS
- Don't Trust Anyone Over Thity.
- Hand&Loose
- 破天荒遊戯
- 華の神剣組
- ぱにぽに
- BAROQUE 〜欠落のパラダイム
- フランケンシュタインズ・プリンセス
- BLANC Project
- ペンデュラム
- まじかる☆アンティーク
- 魔法使い養成専門 マジック🟌スター学院
- 妖狐伝義経千本桜
- らいふ・ぷらんにんぐ
- レヴァリアース
- レガリア
- わくわくぷよぷよダンジョン

### 月刊ステンシル
- AQUA
- アクエリアンエイジ オリオンの少年
- あたしの王子様
- 現神姫
- KAMUI
- QP☆エンジェル
- 恋よりKissより大嫌い!!
- 極小少女
- GENERATION OF CHAOS NEXT〜祈りぞ星に降り注ぐ〜
- 渋谷君友の会
- switch
- セツナカナイカナ
- タレ耳戦士ノラリ〜ふたつの耳を持つCAT〜
- 東京流星
- ドラゴンクエスト 天空物語
- パパムパ
- モーツァルトは子守唄を歌わない
- 夢喰見聞
- ラブリー百科事典〜極東フェアリーテイルズ〜

### オリジナル
- 西川秀明
- 東まゆみ
- 有楽彰展
- 木下さくら
- 黒乃奈々絵
- 桜野みねね
- 水野英多
- 冬季ねあ
- 天野こずえ
- 斎藤カズサ
- 峰倉かずや
- 遠藤海成
- 大清水さち
- 釜谷悠希
- 霧賀ユキ
- くおん摩緒
- 佐伯弥四郎
- 高田慎一郎
- たかなぎ優名
- 時狩秘都
- MAKOTO2号
- 水谷悠珠
- 鈴木次郎